# Uma Mente Brilhante (trilha sonora)
| Críticas profissionais | Críticas profissionais |
| Avaliações da crítica  | Avaliações da crítica  |
| Fonte                  | Avaliação              |
| ---------------------- | ---------------------- |
| Filmtracks.com         | [ 1 ]                  |

A Beautiful Mind (soundtrack) é a trilha sonora, do filme estadunidense de 2001, A Beautiful Mind. Foi lançado pela Decca Records. A partitura original e as músicas foram produzidas e compostas por James Horner.
O álbum obteve indicações para o Globo de Ouro de melhor trilha sonora original e o Oscar de melhor trilha sonora.

## Faixas
| No. | Titulo                                               |
| --- | ---------------------------------------------------- |
| 1   | "A Kaleidoscope of Mathematics"                      |
| 2   | "Playing a Game of 'Go!'"                            |
| 3   | "Looking for the Next Great Idea"                    |
| 4   | "Creating 'Governing Dynamics'"                      |
| 5   | "Cracking the Russian Codes"                         |
| 6   | "Nash Descends into Parcher's World"                 |
| 7   | "First Drop-Off, First Kiss"                         |
| 8   | "The Car Chase"                                      |
| 9   | "Alicia Discovers Nash's Dark World"                 |
| 10  | "Real or Imagined?"                                  |
| 11  | "Of One Heart, of One Mind"                          |
| 12  | "Saying Goodbye to Those You So Love"                |
| 13  | "Teaching Mathematics Again"                         |
| 14  | "The Prize of One's Life... The Prize of One's Mind" |
| 15  | "All Love Can Be" (Charlotte Church)                 |
| 16  | "Closing Credits"                                    |